# مختار حسين
مختار حسين (29 يونيو 1904 - 12 مايو 1966) كان رباع مصري شارك في أولمبياد 1936 وممثل شارك في أكثر من 20 عمل سينمائي.

## مشواره الرياضي
بدأ مختار رياضة رفع الأثقال في نادي الشبيبة عام 1925 ثم نادي بوكاليني وبعد عامين انتقل للنادي الأهلي وحصل على بطولة القطر المصري في رفع الأثقال (بطل وزن متوسط) عام 1928، ومن ثم شارك في دورة الألعاب الأوليمبية بنفس العام في أمستردام 1928، وحقق المركز السابع.وكان هو أول مصري يفوز ببطولة أوروبا لرفع الأثقال في لوكسمبورج عام 1931 وهذه البطولة كانت تعد بمثابة بطولة العالم الآن وذلك قبل وجود الاتحاد الإفريقي حيث كانت تشارك مصر في بطولات أوروبا لمختلف الألعاب.كما شارك في أولمبياد برلين بألمانيا عام 1936 وكان مريضا حينها وبالرغم من ذلك أحرز المركز الخامس.

## أعماله
- 1931: معجزة الحب
- 1935: معروف البدوي
- 1935: شجرة الدر
- 1936: اليد السوداء
- 1937: سر الدكتور إبراهيم
- 1939: العزيمة
- 1945: أحب البلدي
- 1946: أول نظرة
- 1947: ليالي الأنس
- 1947: قلبي دليلي
- 1947: سلطانة الصحراء
- 1947: ابن عنتر
- 1948: عنبر
- 1949: لهاليبو
- 1949: العيش والملح
- 1950: غرام راقصة
- 1950: بابا عريس
- 1950: المليونير
- 1951: فرجت
- 1951: انتقام الحبيب
- 1952: عنتر ولبلب
- 1952: المنتصر
- 1954: فتوات الحسينية
- 1954: أمريكاني من طنطا
- 1955: بحر الغرام
- 1960: بداية ونهاية